# 76-й окремий полк зв'язку та радіотехнічного забезпечення (Україна)
76-й окремий полк зв’язку та радіотехнічного забезпечення імені В’ячеслава Чорновола (76 ОПЗ та РТЗ, в/ч А2166) — формування військ зв'язку в складі повітряних сил України.

## Історія

### СРСР
1942 року для управління авіацією Волховського фронту формується Окремий батальйон зв'язку ВПС Волховського фронту. 19 лютого 1942 року його зарахували до складу Дієвої армії, а 26 березня перейменували у 102-й батальйон зв'язку ВПС Волховського фронту. Протягом 26 березня - 12 серпня і 15 серпня - 8 вересня 1942 року батальйон брав участь у боях.
З формуванням 14-ї повітряної армії, для забезпечення зв'язку та управління її з'єднаннями та частинами, з 8 вересня до 25 вересня 1942 року у місті Неболчі Ленінградської області на базі 102-го окремого батальйону зв'язку було сформовано 14-й окремий авіаційний полк зв'язку. У складі цієї армії полк залучався у боях з прориву блокади Ленінграда. За цей час воїни полку забезпечили 4500 бойових літако-вильотів, проклали 300 км кабелю та 75 км постійних ліній зв'язку, результатом чого, серед іншого, було 96 збитих літаків супротивника. 423 військовослужбовці полку отримали медаль «За оборону Ленінграда».
У періоди з 8 вересня 1943 по 26 лютого 1944 і з 24 квітня по 26 листопада 1944 року, полк входив до Дієвої армії у складі 14-ї повітряної армії.
За роки війни полк 12 разів міняв місце своєї дислокації, передав та прийняв 353467 телеграм, 76680 радіограм, проклав 3560 км кабельних та 365 км стовпових ліній зв'язку. Було забезпечено 74500 бойових літако-вильотів. Більш ніж 1000 офіцерів, сержантів і солдатів полку отримали державні нагороди.
Після закінчення бойових дій 14-й окремий полк зв'язку ВПС (в/ч 42190) разом з управлінням 14-ї повітряної армії передислокували до Львова. Тут 15 квітня 1947 року його переформували у 235-й окремий
батальйон зв'язку ВПС (в/ч 42190) 57-ї повітряної армії, але вже 1953 року його знову перетворили на 76-й окремий полк зв'язку ВПС (в/ч 42190). 
22 лютого 1968 року за досягнення в роки Другої світової війни полк нагородили орденом Червоного Прапора. 
Протягом 1970-1980-х років полк брав участь у багатьох навчаннях ВПС СРСР, як-от: «Дніпро», «Захід-77», «Карпати».

### Україна
З проголошенням державної незалежності України полк включили до складу Збройних Сил України, а його особовий склад у січні 1992 року присягнув на вірність народові України. 
Після того полк брав участь у багатьох навчаннях: «Чисте небо», «Щит миру», «Небесний грім», «Адекватне реагування». 
Указом Президента України від 30 жовтня 2000 року №1173/2000 полку повернули його нагороду, після чого він став 76-м окремим ордена Червоного Прапора полком зв'язку і автоматизованого управління 14-го повітряного корпусу ВПС Збройних сил України.
Під час об'єднання Військ протиповітряної оборони України та Військово-повітряних сил Збройних сил України в один вид військ — Повітряні сили — на базі 76-го окремого полку зв'язку та автоматизованого управління і 53-го об'єднаного вузла зв'язку створили 76-й окремий ордена Червоного Прапора полк зв'язку і автоматизованого управління. 
1-й батальйон полку залучався до спільних навчань з протиповітряної оборони з військовими Республіки Білорусь.
2011 року полк посів друге місце серед найкращих частин зв'язку ЗСУ.
Після цього полк брав участь у таких навчаннях, як «Взаємодія-2012» та «Перспектива-2012».
Літом 2012 року під час проведення в Україні чемпіонату Європи з футболу полк виконував бойове завдання із захисту повітряного простору Львівщини, розгорнувши два допоміжні пункти наведення авіації поблизу стадіону «Арена Львів». 
За успіхи у бойовій підготовці полк тричі поспіль (2010-2012 рр.) відзначався як найкраща частина військ зв'язку Повітряних сил Збройних сил України й завдяки цьому перехідний вимпел назавжди залишився у полку.
9 листопада 2012 року військовослужбовці полку відзначили 70-річчя частини. 
З формуванням 2014 року Повітряного командування «Захід» полк увійшов до його складу.
Указом Президента України №646/2015 від 18 листопада 2015 року частині надано найменування «76-й окремий полк зв'язку».
28 грудня 2020 року 76-й окремий полк зв'язку перейменовано на 76-й окремий полк зв’язку та радіотехнічного забезпечення, а також йому присвоєно почесне найменування «імені В'ячеслава Чорновола».

## Командування
- полковник Бабинюк Ігор Іванович (2002-2005)
- полковник Мирослав Миколайович Курчак (2005-2012)